# Szoftverteszt-dokumentáció

## Az IEEE 829 szabvány státusza
Megjegyzés: Az IEEE 829-2008 szabványt felváltotta az ISO/IEC/IEEE 29119-3:2013 szabvány.

## Háttere a IEEE 829 szabványnak
Az IEEE 829-2008, más néven a 829-es szabvány a szoftver- és rendszerteszt-dokumentációhoz. Egy IEEE-szabvány, amely meghatározta a szoftvertesztelés és rendszertesztelés nyolc meghatározott szakaszában használható dokumentumkészlet formáját. Amelyek mindegyikét saját maga készíthette el, külön típusú dokumentumként. A szabvány meghatározza ezeknek a dokumentumoknak a formátumát, de nem írta elő, hogy mindegyiket elő kell-e készíteni, és nem tartalmazott kritériumokat a dokumentumok helyes tartalmára vonatkozóan. Ezek a szabvány hatáskörén kívül eső döntés kérdései voltak.

## Az IEEE 829 szabvány által megkövetelt dokumentumok
A dokumentumok a következők:
- Master Test Plan (MTP): A Master Test Plan (MTP) célja, hogy átfogó teszttervezési és tesztkezelési dokumentumot biztosítson több szintű teszthez (egy projekten belül vagy több projekten belül).
- Level Test Plan (LTP): Minden egyes LTP esetében le kell írni a tesztelési tevékenységek hatókörét, megközelítését, erőforrásait és ütemezését a meghatározott tesztelési szinthez. Meg kell határozni a tesztelendő elemeket, a tesztelendő jellemzőket, az elvégzendő tesztelési feladatokat, az egyes feladatokért felelős személyeket és a kapcsolódó kockázatokat.
- Level Test Design (LTD): A tesztesetek és a várt eredmények részletezése, valamint a teszt megfelelési kritériumai.
- Level Test Case (LTC): A tesztadatok megadása a Level Test Designban azonosított tesztesetek futtatásához.
- Level Test Procedure (LTPr): Az egyes tesztek végrehajtásának részletezése, beleértve a beállítási előfeltételeket és a követendő lépéseket.
- Level Test Log (LTL): A tesztek végrehajtásával kapcsolatos lényeges részletek időrendi rögzítése, pl. rögzíti, hogy mely teszteseteket futtatták le, ki futotta le, milyen sorrendben, és hogy az egyes tesztek sikeresek vagy sikertelenek voltak-e.
- Anomaly Report (AR): A tesztelési folyamat során bekövetkező minden olyan esemény dokumentálására, amely vizsgálatot igényel. Ezt nevezhetjük problémának, tesztincidensnek, hibának, hibának, problémának, anomáliának vagy hibajelentésnek. Ezt a dokumentumot szándékosan anomáliajelentésnek nevezték el, nem pedig hibajelentésnek. Ennek az az oka, hogy a várt és a tényleges eredmények közötti eltérés a rendszer hibáján kívül számos más okból is előfordulhat. Ezek közé tartozik a hibás várt eredmények, a teszt hibás futtatása, vagy a követelmények következetlensége. Ami azt jelenti, hogy egynél több értelmezést lehet készíteni. A jelentés tartalmazza az incidens minden részletét. Például a tényleges és várt eredményeket, a kudarcot, valamint minden olyan bizonyítékot, amely segít a megoldásban. A jelentésnek lehetőség szerint tartalmaznia kell egy esemény vizsgálatra gyakorolt hatásának értékelését is.
- Level Interim Test Status Report (LITSR): Összefoglalja a kijelölt tesztelési tevékenységek közbenső eredményeit, és opcionálisan értékeléseket és ajánlásokat ad az eredmények alapján az adott tesztszinthez.
- Level Test Report (LTR): Összefoglalja a kijelölt tesztelési tevékenységek eredményeit, és az eredmények alapján értékeléseket és ajánlásokat ad a teszt végrehajtásának befejezése után az adott tesztszintre vonatkozóan.
- Master Test Report (MTR): Összefoglalja a kijelölt tesztelési tevékenységek szintjei eredményeit, és ezek alapján értékeléseket készít. Ezt a jelentést bármely MTP-t használó szervezet felhasználhatja. Vezetői jelentés, amely megadja az elvégzett tesztek során feltárt minden fontos információt. Beleértve a tesztelési erőfeszítések minőségének értékelését, a tesztelt szoftverrendszer minőségét, valamint az anomáliajelentésekből származó statisztikákat. A jelentés azt is rögzíti, hogy milyen teszteléseket végeztek, és mennyi ideig tartottak, a jövőbeni teszttervezés javítása érdekében. Ez a záródokumentum annak jelzésére szolgál, hogy a tesztelés alatt álló szoftverrendszer megfelel-e a célnak aszerint, hogy megfelel-e a projektben érintettek által meghatározott elfogadási kritériumoknak.

## IEEE 829 szabvány használata
A szabvány a British Computer Society által támogatott ISEB Foundation and Practitioner Certificates in Software Testing képzési program részét képezte. Az ISTQB az ISEB és a német ASQF tantervek alapján kialakított saját tantervet követően az IEEE 829 szabvány is átvette a szoftver- és rendszerteszt-dokumentáció referenciaszabványaként.
Dr. David Gelperin és Dr. William C. Hetzel kidolgozta a Systematic Test and Evaluation Process (STEP) módszertant az eredeti IEEE-829 szoftverteszt-dokumentációs szabvány megvalósítása érdekében.

## Fordítás
Ez a szócikk részben vagy egészben  a   Software test documentation című angol Wikipédia-szócikk ezen változatának fordításán alapul.  Az eredeti cikk szerkesztőit annak laptörténete sorolja fel. Ez a jelzés csupán a megfogalmazás eredetét és a szerzői jogokat jelzi, nem szolgál a cikkben szereplő információk forrásmegjelöléseként.